# 也门签证政策
访问也门需要从也门外交机构获得签证，在2010年前，有50个国家可以获得也门落地签证。但在也门官方向基地组织宣战后，以“外国公民可能在也门参与恐怖组织活动并返回威胁该国安全”为由停止欧美国家的落地签证政策。

## 签证政策地图

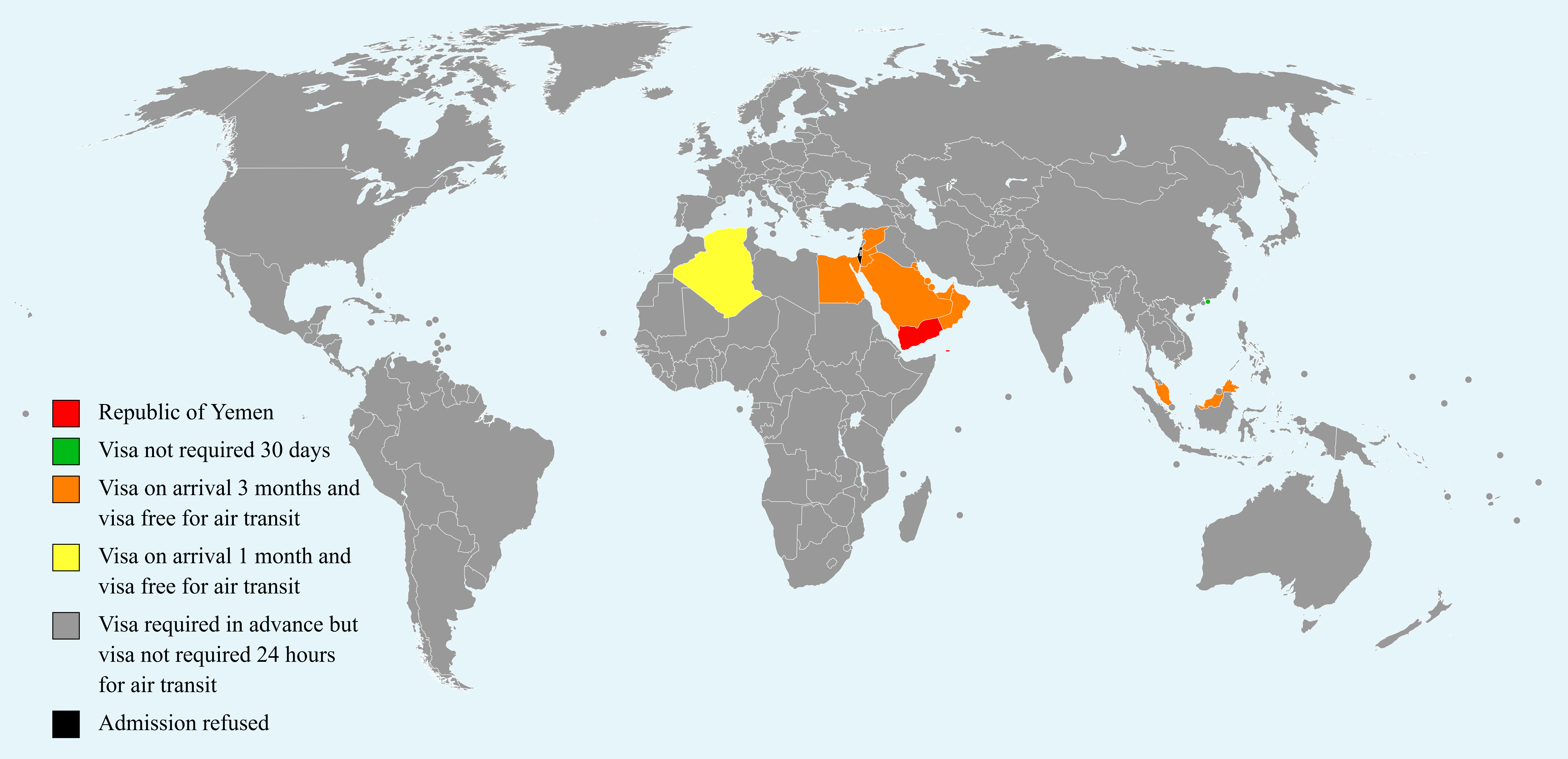
也门签证政策

## 免签证
持中华人民共和国香港特别行政区护照者可以免签证在也门停留30天。
持有也门身份证明文件或也门血统证明材料者也无需签证。

## 落地签证
以下11个国家的公民可以在也门获得落地签证并停留3个月：
| - 阿尔及利亚 （1个月） - 巴林 - 埃及 - 约旦 - 科威特 - 马来西亚 | - 阿曼 - 沙烏地阿拉伯 - 叙利亚 - 阿联酋 |  |

## 过境
通过也门中转前往第三国的旅客（需持下一程机票）可以在也门停留24小时，但活动范围仅限机场国际中转区，并需持目的地有效签证。

## 特别政策
- 持有古巴、捷克共和国、吉布提、埃塞俄比亚、毛里塔尼亚、摩洛哥、巴基斯坦、土耳其的外交或公务护照者、持有黎巴嫩、匈牙利外交护照者、持有巴勒斯坦VIP护照者可获得落地签证。
- 持有以色列签证（或其他入境以色列文书）者将被拒绝入境也门。[9]